# Дальненское сельское поселение (Томская область)
Дальненское се́льское поселе́ние — упразднённое муниципальное образование в Колпашевском районе Томской области Российской Федерации.
Административный центр — посёлок Дальнее.

## История
Статус и границы сельского поселения установлены Законом Томской области от 09 сентября 2004 года № 195-ОЗ О наделении статусом муниципального района, поселения (городского, сельского) и установлении границ муниципальных образований на территории Колпашевского района.
Законом Томской области от 10 мая 2017 года № 37-ОЗ, были преобразованы, путём их объединения, Дальненское и Новосёловское сельские поселения — в Новосёловское сельское поселение с административным центром в селе Новоселово.

## Население
| 2002 | 2010 | 2012 | 2013 | 2014 | 2015 | 2016 |
| ---- | ---- | ---- | ---- | ---- | ---- | ---- |
| 573  | ↘383 | ↘379 | ↘368 | ↘358 | ↘341 | ↘334 |
| 2017 |      |      |      |      |      |      |
| ↘324 |      |      |      |      |      |      |

## Состав сельского поселения
| № | Населённый пункт | Тип населённого пункта          | Население |
| - | ---------------- | ------------------------------- | --------- |
| 1 | Дальнее          | посёлок, административный центр | ↘93       |
| 2 | Куржино          | посёлок                         | ↘24       |